# Ladies Open Lugano 2018 - Qualificazioni singolare
Le qualificazioni del singolare del Ladies Open Lugano 2018 sono state un torneo di tennis preliminare per accedere alla fase finale della manifestazione. Le vincitrici dell'ultimo turno sono entrate di diritto nel tabellone principale. In caso di ritiro di una o più giocatrici aventi diritto a queste sono subentrati le lucky loser, ossia le giocatrici che hanno perso nell'ultimo turno ma che avevano una classifica più alta rispetto alle altre partecipanti che avevano comunque perso nel turno finale.

## Teste di serie
1. Richèl Hogenkamp (qualificata)
2. Arantxa Rus (ultimo turno)
3. Danka Kovinić (qualificata)
4. Vera Lapko (qualificata)
5. Magdalena Fręch (ultimo turno, lucky loser)
6. Antonia Lottner (ultimo turno)

1. Çağla Büyükakçay (ultimo turno)
2. Roberta Vinci (primo turno)
3. Marie Bouzková (ultimo turno)
4. Alexandra Cadanțu (qualificata)
5. Tamara Korpatsch (qualificata)
6. Deborah Chiesa (primo turno)

## Qualificate
1. Richèl Hogenkamp
2. Alexandra Cadanțu
3. Danka Kovinić

1. Vera Lapko
2. Kathinka von Deichmann
3. Tamara Korpatsch

### Lucky loser
1. Magdalena Fręch

## Tabellone

### Legenda
| - Q = Qualificato - WC = Wild card - LL = Lucky loser | - ALT = Alternate - SE = Special Exempt - PR = Protected Ranking | - w/o = Walkover - r = Ritirato - d = Squalificato |

### Sezione 1
|  | Primo turno | Primo turno      | Primo turno      | Primo turno | Primo turno |  |  | Ultimo turno | Ultimo turno     | Ultimo turno | Ultimo turno | Ultimo turno |  |
|  |             |                  |                  |             |             |  |  |              |                  |              |              |              |  |
|  | 1           | Richèl Hogenkamp | Richèl Hogenkamp | 6           | 6           |  |  |              |                  |              |              |              |  |
|  |             | Anne Schäfer     | Anne Schäfer     | 0           | 4           |  |  | 1            | Richèl Hogenkamp | 6            | 5            | 6            |  |
|  |             | Martina Trevisan | Martina Trevisan | 1           | 2           |  |  | 9            | Marie Bouzková   | 3            | 7            | 4            |  |
|  | 9           | Marie Bouzková   | Marie Bouzková   | 6           | 6           |  |  |              |                  |              |              |              |  |

### Sezione 2
|  | Primo turno | Primo turno        | Primo turno        | Primo turno | Primo turno |  |  | Ultimo turno | Ultimo turno      | Ultimo turno | Ultimo turno | Ultimo turno |  |
|  |             |                    |                    |             |             |  |  |              |                   |              |              |              |  |
|  | 2           | Arantxa Rus        | Arantxa Rus        | 6           | 6           |  |  |              |                   |              |              |              |  |
|  |             | Réka-Luca Jani     | Réka-Luca Jani     | 1           | 1           |  |  | 2            | Arantxa Rus       | 6            | 4            | 0            |  |
|  |             | Diāna Marcinkēviča | Diāna Marcinkēviča | 3           | 2           |  |  | 10           | Alexandra Cadanțu | 2            | 6            | 6            |  |
|  | 10          | Alexandra Cadanțu  | Alexandra Cadanțu  | 6           | 6           |  |  |              |                   |              |              |              |  |

### Sezione 3
|  | Primo turno | Primo turno    | Primo turno    | Primo turno | Primo turno |  |  | Ultimo turno | Ultimo turno  | Ultimo turno  | Ultimo turno | Ultimo turno |  |
|  |             |                |                |             |             |  |  |              |               |               |              |              |  |
|  | 3           | Danka Kovinić  | Danka Kovinić  | 6           | 6           |  |  |              |               |               |              |              |  |
|  | WC          | Amra Sadiković | Amra Sadiković | 3           | 2           |  |  | 3            | Danka Kovinić | Danka Kovinić | 6            | 6            |  |
|  |             | Jessica Pieri  | 4              | 6           | 6           |  |  |              | Jessica Pieri | Jessica Pieri | 1            | 2            |  |
|  | 12          | Deborah Chiesa | 6              | 2           | 4           |  |  |              |               |               |              |              |  |

### Sezione 4
|  | Primo turno | Primo turno      | Primo turno    | Primo turno | Primo turno |  |  | Ultimo turno | Ultimo turno     | Ultimo turno     | Ultimo turno | Ultimo turno |  |
|  |             |                  |                |             |             |  |  |              |                  |                  |              |              |  |
|  | 4           | Vera Lapko       | Vera Lapko     | 6           | 6           |  |  |              |                  |                  |              |              |  |
|  | WC          | Simona Waltert   | Simona Waltert | 2           | 0           |  |  | 4            | Vera Lapko       | Vera Lapko       | 6            | 6            |  |
|  | WC          | Leonie Kung      | 6              | 1           | 1           |  |  | 7            | Çağla Büyükakçay | Çağla Büyükakçay | 2            | 4            |  |
|  | 7           | Çağla Büyükakçay | 2              | 6           | 6           |  |  |              |                  |                  |              |              |  |

### Sezione 5
|  | Primo turno | Primo turno            | Primo turno            | Primo turno | Primo turno |  |  | Ultimo turno | Ultimo turno           | Ultimo turno | Ultimo turno | Ultimo turno |  |
|  |             |                        |                        |             |             |  |  |              |                        |              |              |              |  |
|  | 5           | Magdalena Fręch        | Magdalena Fręch        | 6           | 6           |  |  |              |                        |              |              |              |  |
|  |             | Amandine Hesse         | Amandine Hesse         | 4           | 2           |  |  | 5            | Magdalena Fręch        | 3            | 6            | 65           |  |
|  |             | Kathinka von Deichmann | Kathinka von Deichmann | 6           | 6           |  |  |              | Kathinka von Deichmann | 6            | 1            | 7            |  |
|  | 8           | Roberta Vinci          | Roberta Vinci          | 1           | 3           |  |  |              |                        |              |              |              |  |

### Sezione 6
|  | Primo turno | Primo turno          | Primo turno      | Primo turno | Primo turno |  |  | Ultimo turno | Ultimo turno     | Ultimo turno | Ultimo turno | Ultimo turno |  |
|  |             |                      |                  |             |             |  |  |              |                  |              |              |              |  |
|  | 6           | Antonia Lottner      | 4                | 7           | 6           |  |  |              |                  |              |              |              |  |
|  |             | Veronika Kudermetova | 6                | 5           | 4           |  |  | 6            | Antonia Lottner  | 1            | 6            | 1            |  |
|  | WC          | Ylena In-Albon       | Ylena In-Albon   | 1           | 5           |  |  | 11           | Tamara Korpatsch | 6            | 4            | 6            |  |
|  | 11          | Tamara Korpatsch     | Tamara Korpatsch | 6           | 7           |  |  |              |                  |              |              |              |  |